# Gordon Doherty
Gordon Doherty (Glasgow, 20 febbraio 1978) è uno scrittore scozzese, noto come autore di romanzi storici.

## Carriera
Il suo amore per la storia è nato dalla magia legata al vivere e lavorare vicino al Vallo di Adriano e quello di Antonino, siti che riportano indietro di millenni. Ha ricevuto inoltre varie ispirazioni da autori come Simon Scarrow, David Gemmell e Valerio Massimo Manfredi. Tra i suoi romanzi più famosi ritroviamo quelli della serie Il legionario, serie pubblicata in Italia dalla Newton Compton.

## Opere

### SerieIl legionario
In Italia sono stati pubblicati otto degli attualmente nove romanzi da lui scritti, da parte della Newton Compton Editori.
1. 2011 - Il legionario (Legionary), Newton Compton, traduzione di Lucilla Rodinò e Stefania Di Natale, 2014 (ISBN 978-88-541-6036-1)
2. 2012 - Gli invasori dell'impero (Viper of the North), Newton Compton, traduzione di Lucilla Rodinò, 2015 (ISBN 978-88-541-8184-7)
3. 2013 - Una vittoria per l'impero (Land of the Sacred Fire), Newton Compton, traduzione di Lucilla Rodinò, 2017 (ISBN 978-88-227-0206-7)
4. 2015 - Il flagello dell'Oriente (The Scourge of Thracia), Newton Compton, traduzione di Rosa Prencipe e Milena Sanfilippo, 2018 (ISBN 978-88-227-1424-4)
5. 2015 - Imperatori e dèi (Gods & Emperors), Newton Compton, traduzione di Emanuele Boccianti, 2019 (ISBN 978-88-227-1814-3)
6. 2017 - L'impero invincibile (Empire of Shades), Newton Compton, traduzione di Giulio Lupieri e Clara Nubile, 2020 (ISBN 978-88-227-4295-7)
7. 2018 - Sangue sul campo di battaglia (The Blood Road), Newton Compton, traduzione di Giulio Lupieri, 2021 (ISBN 978-88-227-4575-0)
8. 2020 - L'aquila nera di Roma (Dark Eagle), Newton Compton, traduzione di Micol Cerato, 2022 (ISBN 978-88-227-4576-7)
9. 2023 - The Emperor's Shield
10. 2025 - Devotio

La serie ha anche avuto una breve storia prequel chiamata Eagles in the Desert, uscita nel 2020 e inedita in Italia.

### SerieStrategos
Ambientata nel 1046, in un impero bizantino alle prese con i selgiuchidi, la serie ha come protagonista il giovane Apion, reso orfano da un'incursione dei turchi. Al momento, la trilogia Strategos è ancora inedita in Italia.
1. Born in the Borderlands (2011)
2. Rise of the Golden Heart (2013)
3. Island in the Storm (2014)

### Empires of Bronzeseries
La trilogia è ambientata nel 1315 a.C. nella tarda Età del Bronzo, e ha come protagonista il principe ittita Hattu. Al momento è inedita in Italia.
1. Son of Ishtar (2019)
2. Dawn of War (2020)
3. Thunder at Kadesh (2020)
4. The Crimson Throne (2021)
5. The Shadow of Troy (2021)
6. The Dark Earth (2022)

### L'ascesa dell'impero(Rise of Emperors)
Questi romanzi sono stati creati con la collaborazione di Simon Turney.
1. I figli di Roma (Sons of Rome, 2020), Newton Compton, traduzione di Marzio Petrolo e Micol Cerato, 2022 (ISBN 978-88-227-6423-2)
2. Masters of Rome (2021)
3. Gods of Rome (2021)

### Altre opere
- Assassin's Creed: Odyssey (2018), romanzo collaborativo sviluppato come promozione all'omonimo videogioco
- Rubicon (2019), una raccolta di storie brevi scritto in collaborazione con Nick Brown, Ruth Downie, Richard Foreman, Alison Morton, Anthony Riches, Antonia Senior, Peter Tonkin e L J Trafford